# Mähe
Mähe est un quartier du district de  Pirita  à Tallinn en Estonie.

## Description
En 2019, Mähe compte 6 706 habitants.
Sa superficie est de 2,82 km2.
Le quartier est bordé par Merivälja, Pirita, Kloostrimetsa et Lepiku ainsi que par la commune de Viimsi.
Les rues du quartier sont Lauri tee, Sitska tee, Kuusiku tee Arnika tee, Jasmiini tee, Kressi tee, Aianduse tee, Andrekse tee, Astla tee, Hämar tee, Jahe tee, Jumika tee, Kailu tee, Kastevarre tee, Kastiku tee, Keeru tee, Kummeli tee, Kupra tee, Kuusenõmme tee, Kuusiku tee, Kõdra tee, Käokannu tee, Käokeele tee, Käokäpa tee, Küüvitsa tee, Leedri tee, Lehiku tee, Liilia tee, Lilleherne tee, Lodjapuu tee, Lodumetsa tee, Looklev tee, Lumikellukese tee, Maikellukese tee, Matka tee, Mugula tee, Mähe tee, Naadi tee, Neiuvaiba tee, Nurmenuku tee, Nõo tee, Näsiniine tee, Oblika tee, Padriku tee, Pajustiku tee, Palderjani tee, Pojengi tee, Priimula tee, Puki tee, Põõsa tee, Pärnamäe tee, Randvere tee, Ranniku tee, Rebasesaba tee, Rukkilille tee, Rätsepa tee, Saariku tee, Siniladva tee, Soovõha tee, Suislepa tee, Tolmuka tee, Toomiku tee, Ubalehe tee, Ussilaka tee, Vabarna tee, Vahtramäe tee, Vahtriku tee, Varju tee, Varjulille tee, Vilu tee et Võsa tee.

## Population
| 2008  | 2010  | 2011  | 2012  | 2013  | 2014  |
| ----- | ----- | ----- | ----- | ----- | ----- |
| 4 388 | 4 748 | 4 975 | 5 585 | 5 769 | 5 957 |

| 2015  | 2016  | 2017  | 2018  | 2019  | 2020  |
| ----- | ----- | ----- | ----- | ----- | ----- |
| 6 151 | 6 374 | 6 509 | 6 681 | 6 706 | 6 803 |

| 2021  | 2022  | - | - | - | - |
| ----- | ----- | - | - | - | - |
| 6 815 | 6 815 | - | - | - | - |

## Transports
Les lignes de bus n° 8 et 38 desservent le quartier.

## Nature
Les ruisseaux Mähe et Teesuuoja traversent Asumi. Il y a deux rochers protégés à Mähe : Aiandus kivi et Astla kivi. Immédiatement au nord de la frontière du quartier se trouve le gros rocher de Merivälja (et).

## Galerie

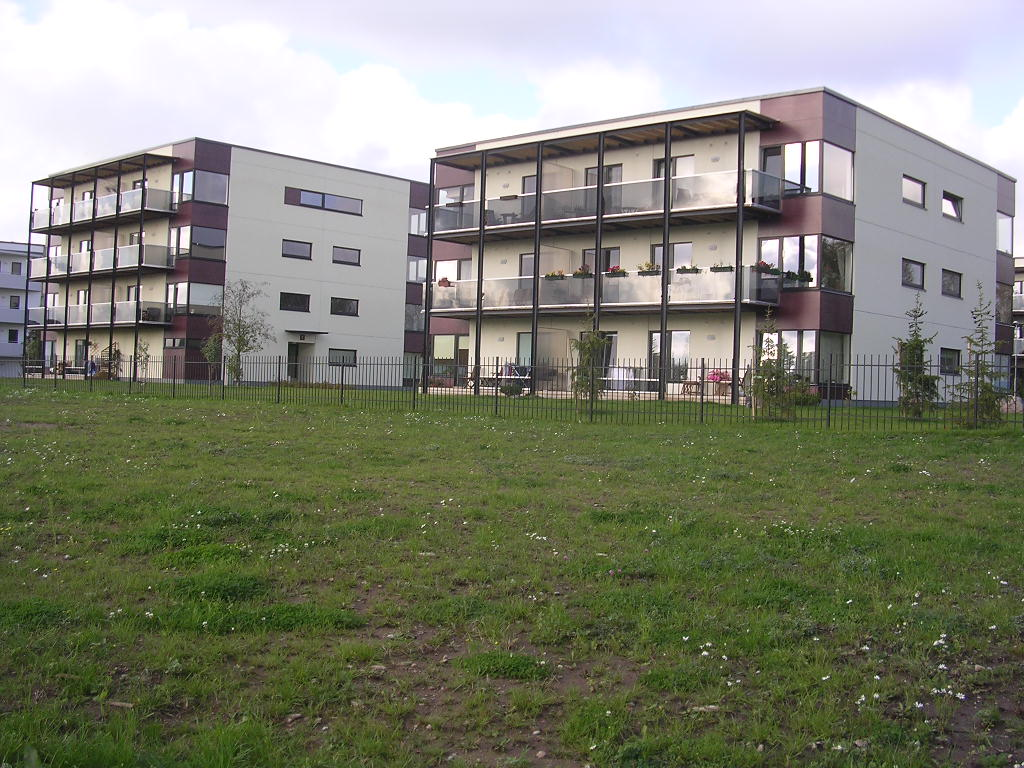
Padriku tee.
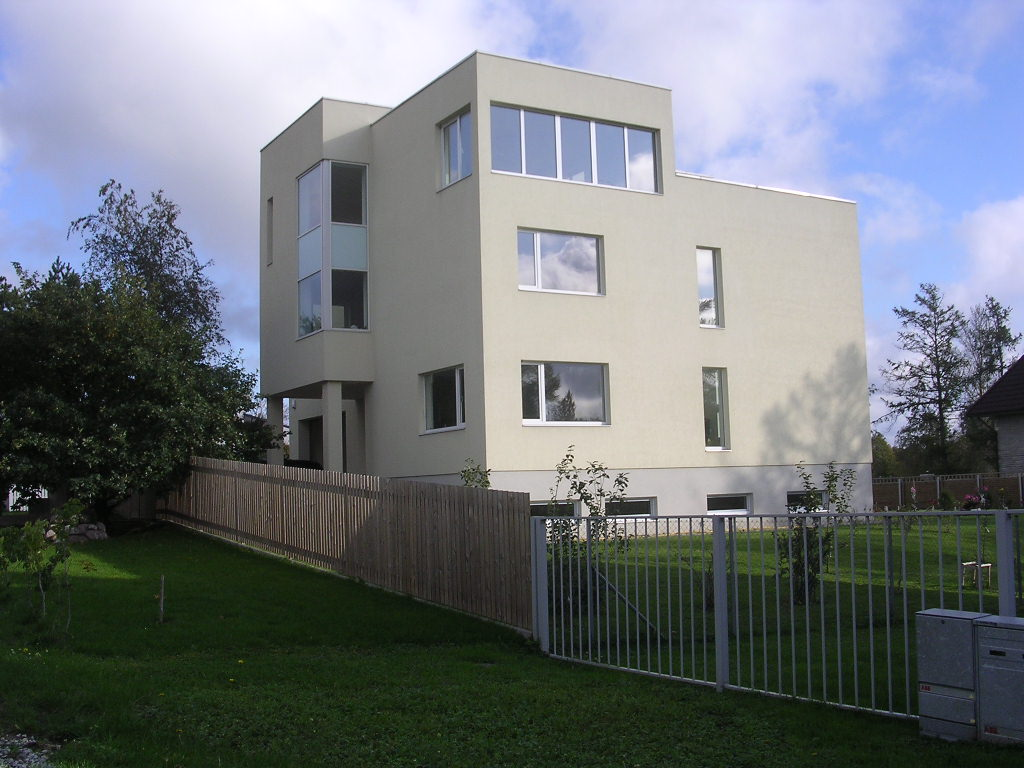
Ranniku tee.
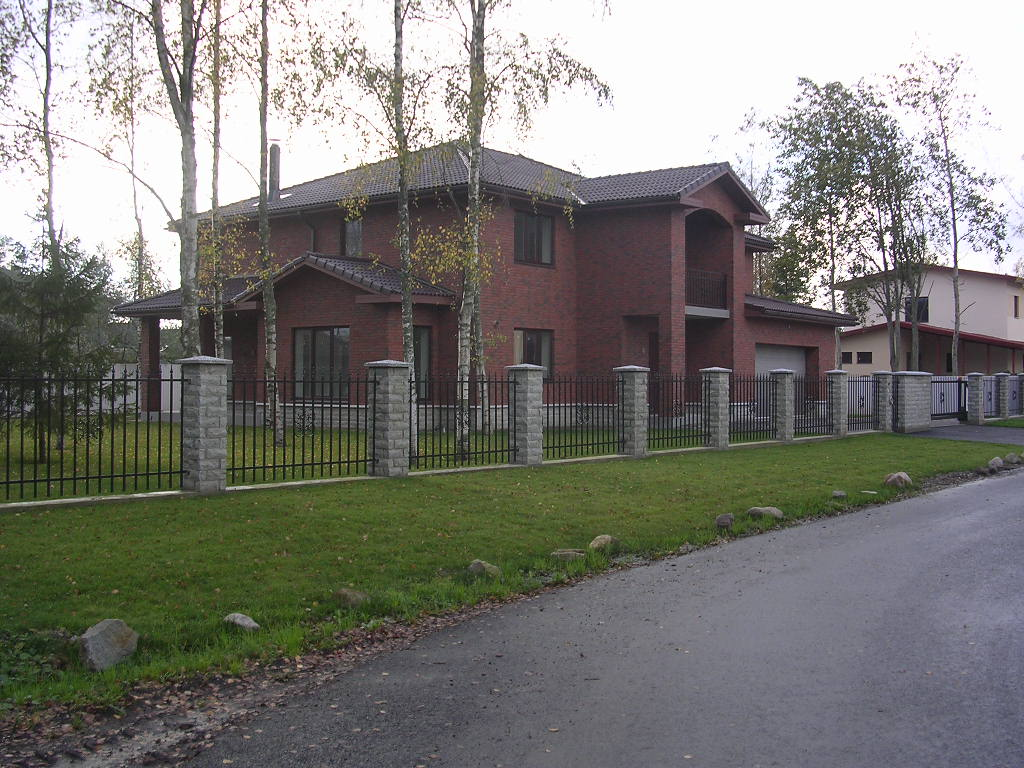
Ubalehe tee.
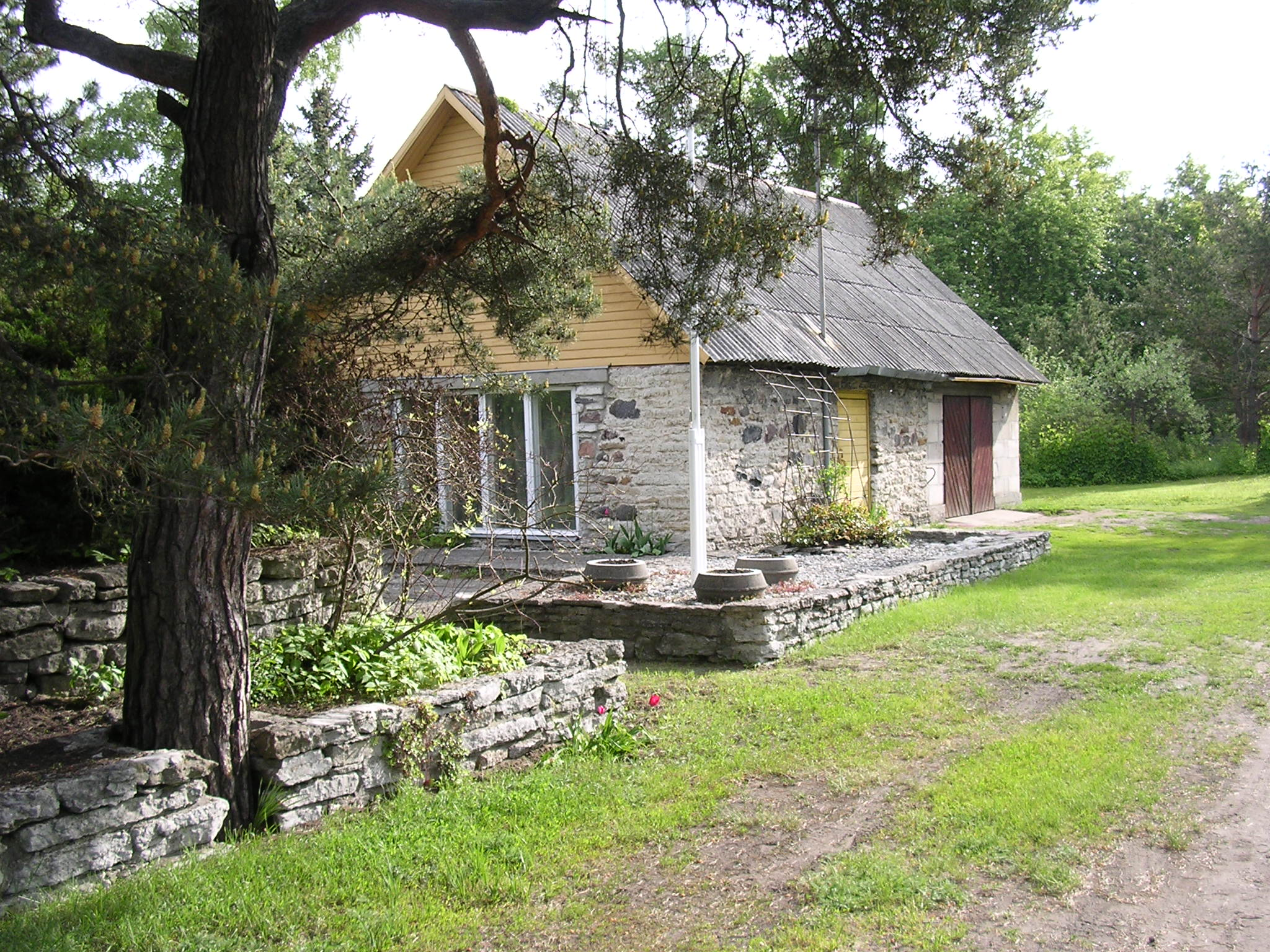
Põõsa tee.

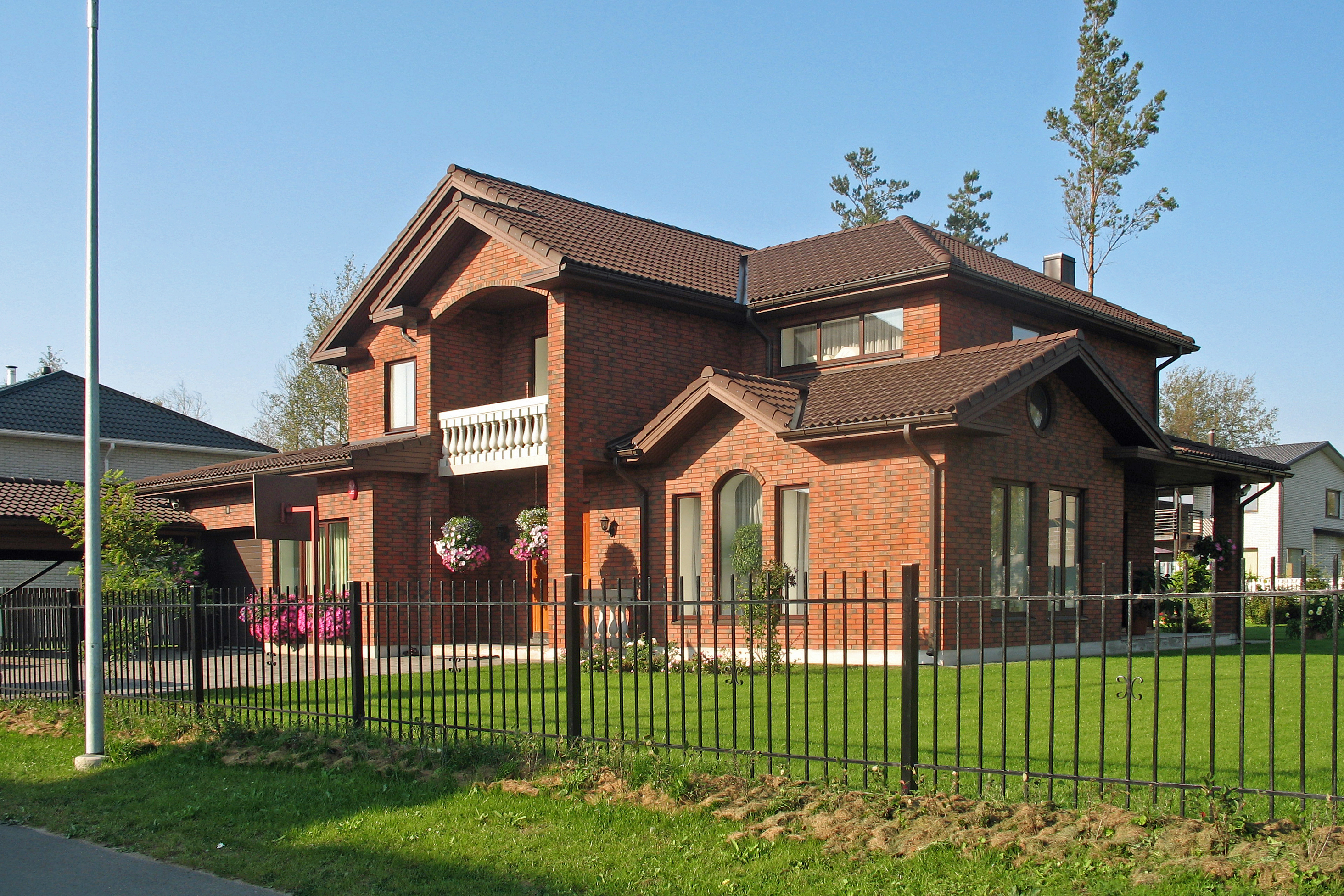
Jumika tee.
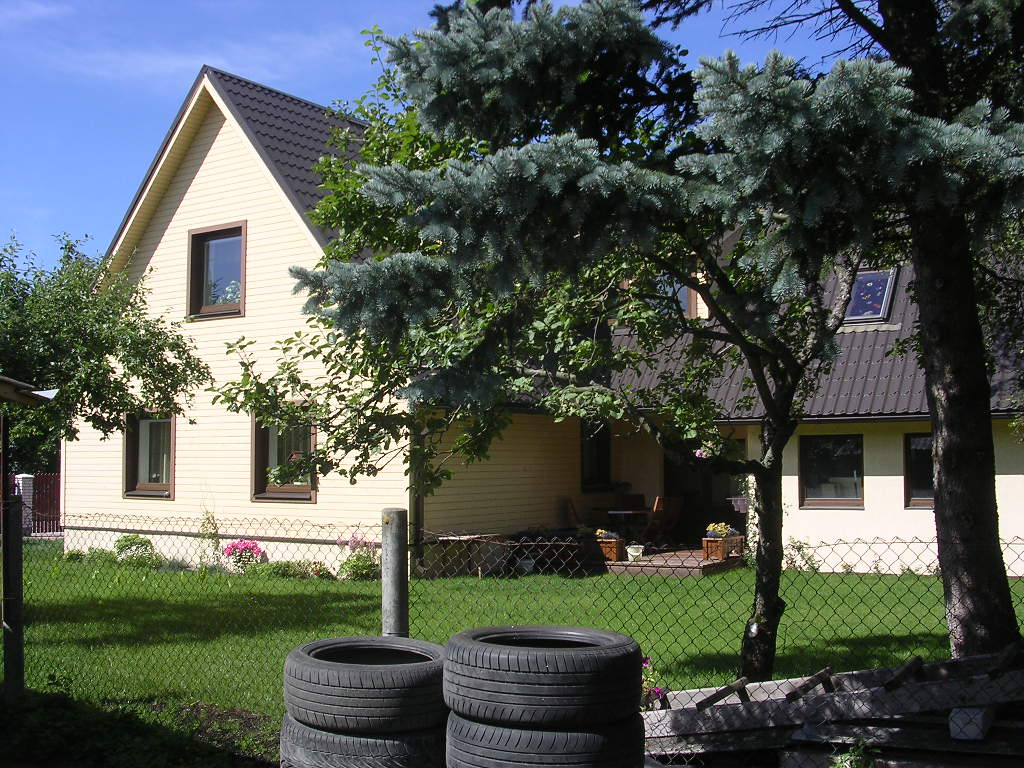
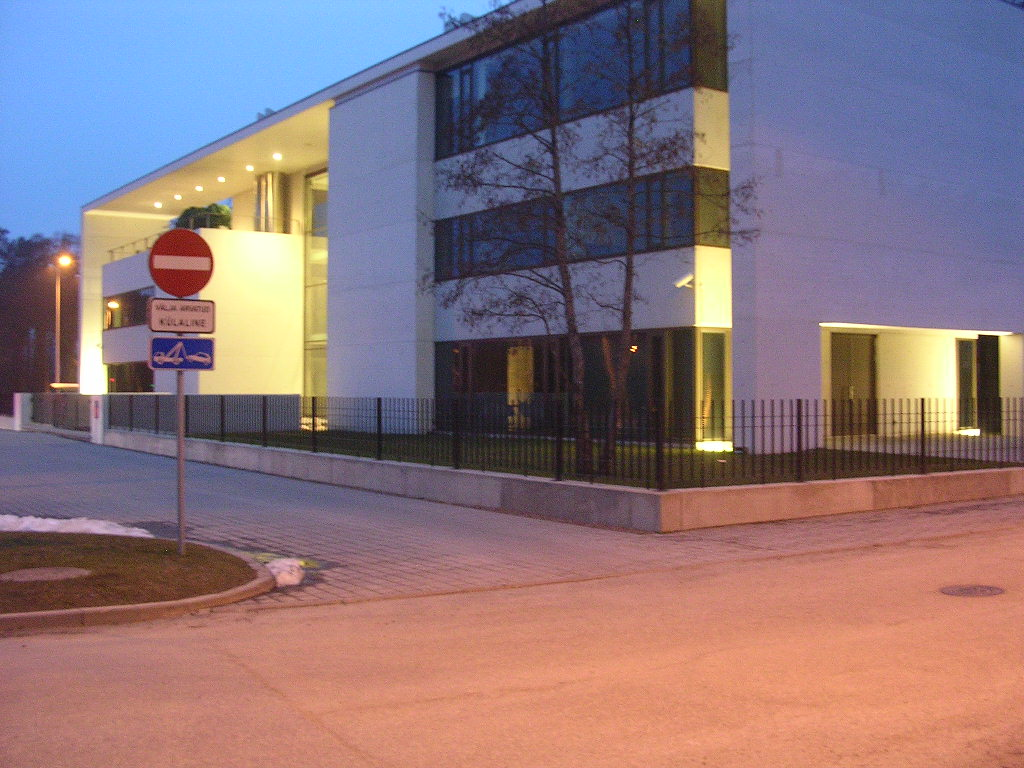
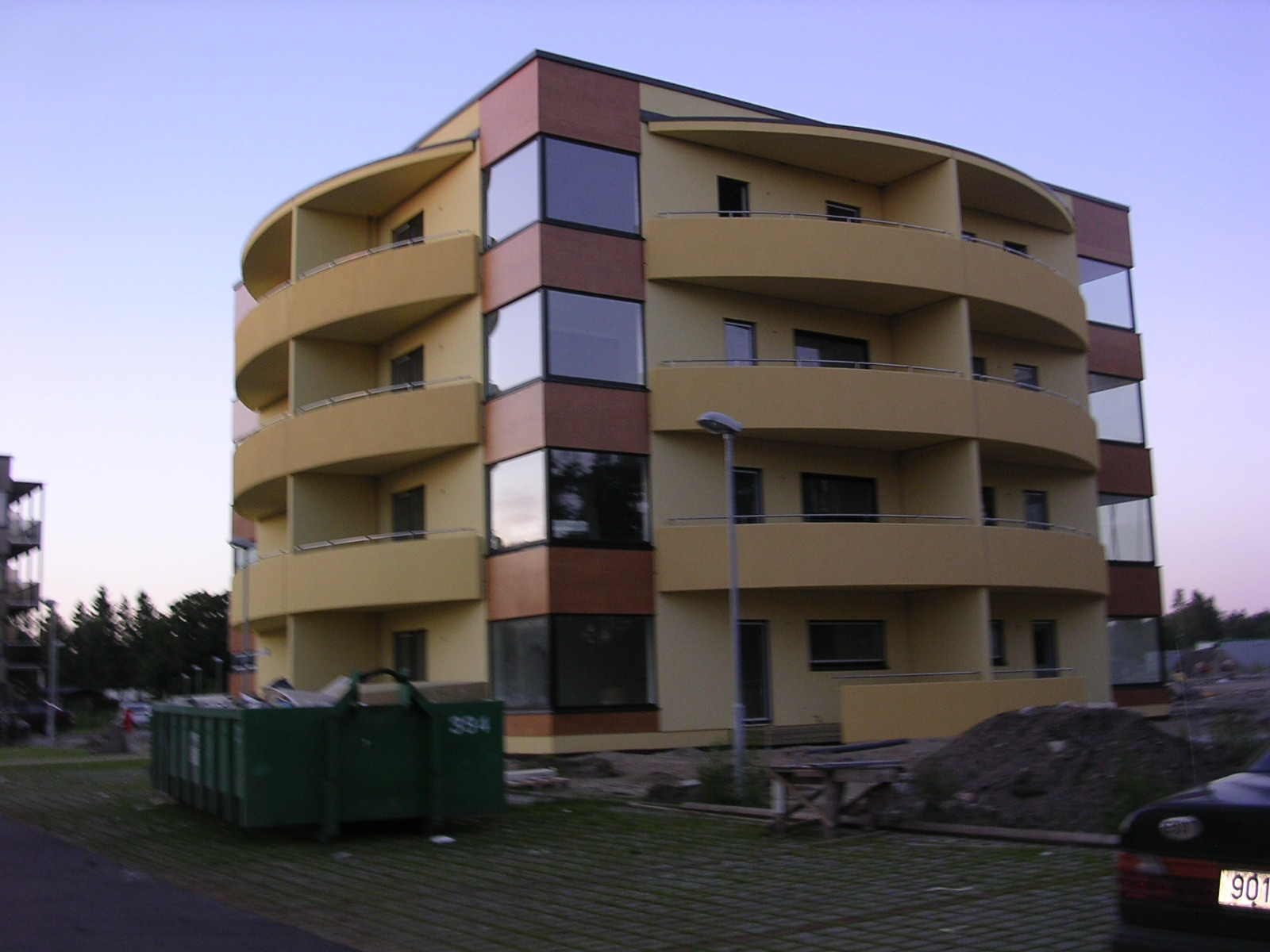